# Manduca janira
Manduca janira är en fjärilsart som beskrevs av Jordan 1911. Manduca janira ingår i släktet Manduca och familjen svärmare. Inga underarter finns listade i Catalogue of Life.